# Саґа (Саґа)

Са́ґа (яп. 佐賀市, さがし, МФА: [saga ɕi̥]?) — місто в Японії, в префектурі Саґа.   Адміністративний центр префектури.  Отримало статус міста 1889 року. Площа становить 431,42 км². Станом на 1 серпня 2011 року населення складало 236 875  осіб, густота населення — 549 осіб/км².     

## Історія
У 1601–1871 роках містечко Саґа було центром автономного уділу Саґа, що належав самурайському роду Набешіма.
Саґа отримала статус міста 1 квітня 1889 року.

## Засоби масової інформації
- Телерадіомовна служба NHK.

## Уродженці
- Ето Шімпей — політик, міністр юстиції, повстанець.
- Окума Шіґенобу — політик, освітянин, засновник Університету Васеда.
- Окі Такато — політик, юрист, міністр юстиції.
- Соеджіма Танеомі — дипломат, міністр закордонних справ.
- Сігейо Накачі — супердовгожителька.